# Luciobarbus bocagei
Luciobarbus bocagei gehört zu den großen Barbenarten, die nur auf der Iberischen Halbinsel vorkommen. Auf Englisch wird sie Common Iberian Barbel, auf Portugiesisch Barbo-do-Norte oder Barbo Comum und auf Spanisch Barbo Común genannt. Luciobarbus bocagei wurde zu Ehren des portugiesischen Zoologen und Politikers José Vicente Barboza du Bocage benannt.

## Beschreibung

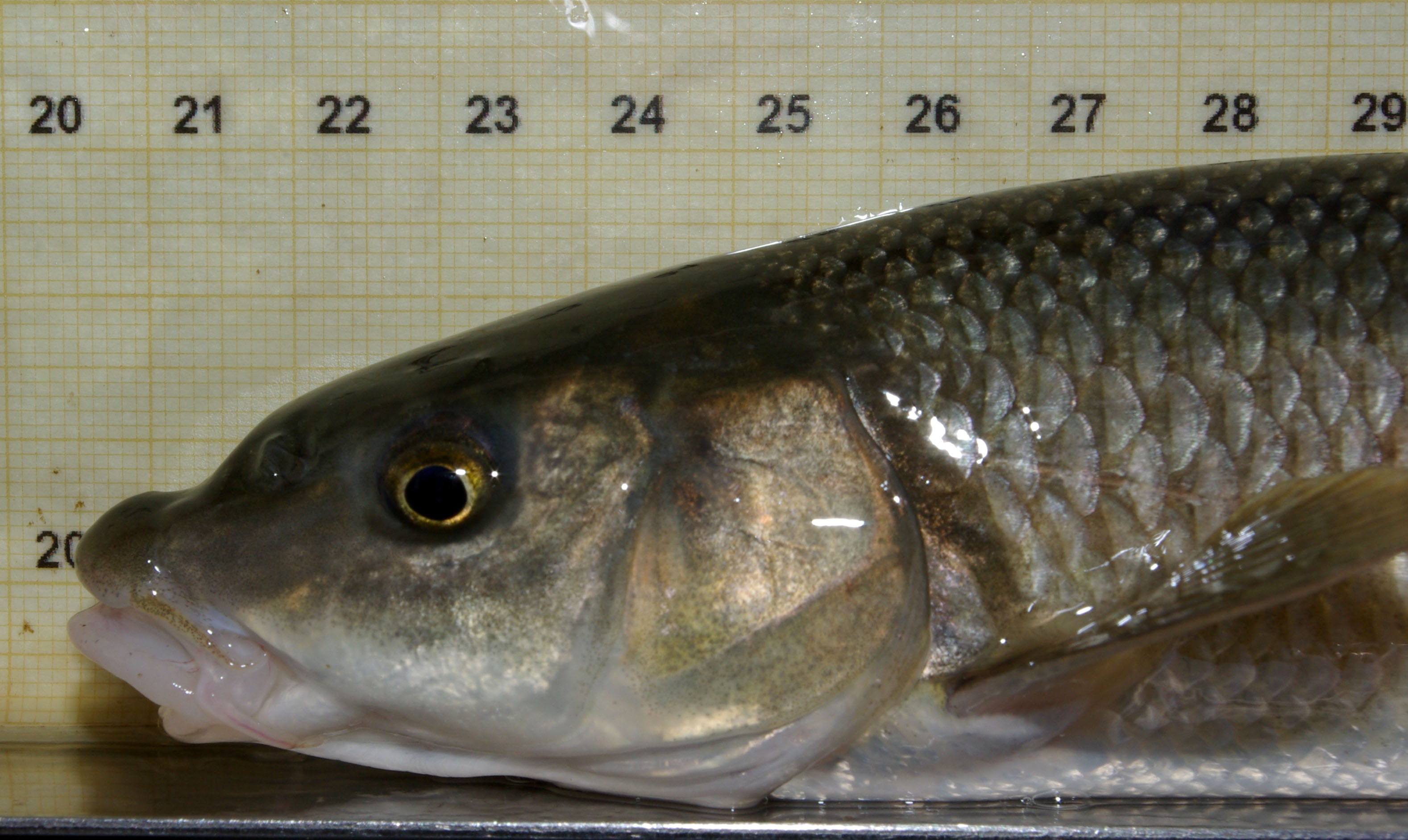
Kopfpartie der Iberischen Barbe

Luciobarbus bocagei unterscheidet sich von Luciobarbus comizo durch eine kürzere und breitere Kopfpartie und eine andere Morphologie der Rückenflosse. Die Fischart kann bis 80 Zentimeter lang werden. Im Jahr 2007 wurde in den Lagunas de Ruidera, der Quelle des Rio Guadiana ein 11,50 Kilogramm schweres Exemplar gefangen. Weitere Fische im Bereich von 10 bis 12 Kilogramm Körpergewicht stammen aus dem Rio Tajo, Rio Duero, Rio Vouga und Rio Mondego.

## Verbreitung

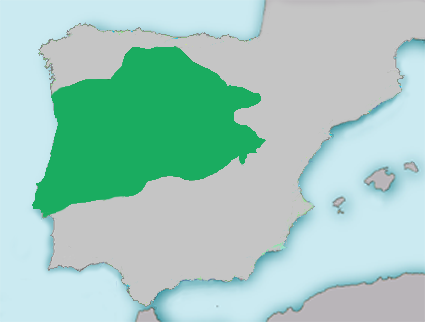
Verbreitungsgebiet der Iberischen Barbe

Luciobarbus bocagei ist im Einzugsgebiet des Atlantiks auf der Iberischen Halbinsel in Portugal und Spanien verbreitet. Die Art bevorzugt Mittel- und Unterläufe von Flüssen mit gemäßigter Strömung wie zum Beispiel im Rio Lima, Sado, Duero und Tajo.

## Lebensweise

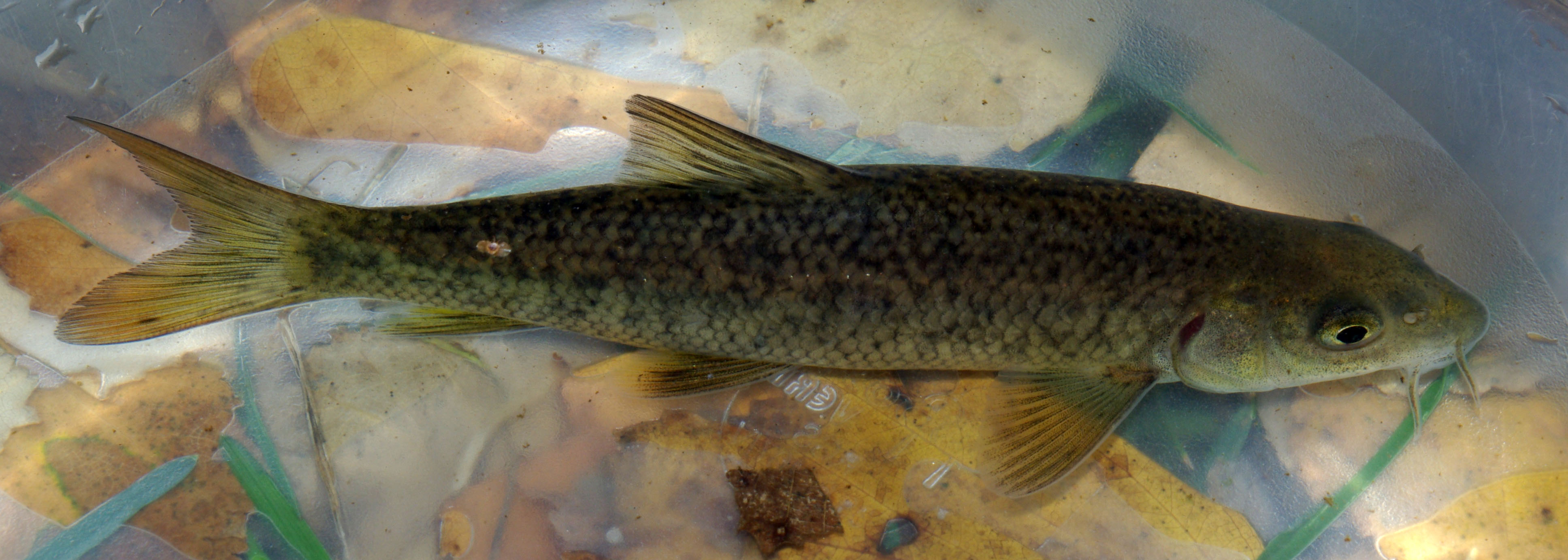
Jungfisch der Iberischen Barbe mit typischer Fleckenfärbung

Die beiden sympatrischen Arten Luciobarbus bocagei und Luciobarbus comizo bewohnen unterschiedliche Mikrohabitate, wobei letztere Art Gewässerabschnitte mit weniger Strömung bevorzugt. Luciobarbus bocagei ernährt sich vornehmlich von bodenlebenden Kleintieren, Detritus, Pflanzen auf dem Gewässergrund. Größere Exemplare können aber auch kleinere Fische erbeuten. Die Laichzeit beginnt im späten Frühjahr beziehungsweise frühen Sommer in den Monaten Mai bis Juni auf schnell fließenden Gewässerabschnitten in den Flussoberläufen. Außerhalb der Laichzeit bewohnt die Art ruhige Gewässerabschnitte. Die Männchen sind mit drei Jahren und sieben Zentimeter Körperlänge in der Regel geschlechtsreif, während die Weibchen das doppelte an Zeit benötigen und teilweise erst mit acht Jahren und 20 Zentimeter Körperlänge geschlechtsreif werden. Luciobarbus bocagei gehört mit einem maximalen Alter von 14 Jahren zu den langlebigen Tierarten. Im Vergleich mit anderen europäischen Barben zeichnet sich Luciobarbus bocagei durch ein langsames jährliches Wachstum, Frühreife und hohe Fruchtbarkeit aus.

## Systematik
Ursprünglich wurden die Ebro-Barbe (Luciobarbus graellsii) und die Andalusische Barbe (Luciobarbus sclateri) als Unterarten von Luciobarbus bocagei klassifiziert. Vor allem im Mittellauf des Tajo kommt es häufig zu einer Hybridisierung von Barbenarten, zum Beispiel mit der bedrohten Comizo Barbe (Luciobarbus comizo). Die beiden Arten und ihre Hybriden sind schwer zu unterscheiden, aber Luciobarbus bocagei hat einen längeren und breiteren Kopf und der letzte unverzweigte Strahl der Rückenflosse hat einen kürzeren gesägten Teil (aber mit dichter gestellten Zacken). Die Hybriden stehen bezüglich der ersten beiden Merkmalen zwischen den Ursprungsarten, beim letzten ähneln sie mehr Luciobarbus comizo. Die beiden Arten können auch anhand ihrer bevorzugten Mikrohabitate unterschieden werden. Luciobarbus comizo bewohnt vor allem ruhige Flussabschnitte.

## Nutzen
Luciobarbus bocagei ist ein Sportfisch für Angler.

### Gefährdungsstatus
Obwohl Luciobarbus bocagei nur in einem relativ kleinen geographischen Gebiet vorkommt, gilt ihre Art laut IUCN nicht als gefährdet.